# Эрнст Бранденбург-Ягерндорфский
Э́рнст Бранденбу́рг-Ягерндо́рфский (нем. Ernst von Brandenburg-Jägerndorf; 18 января 1617, Ягерндорф, герцогство Ягерндорф — 4 октября 1642, Берлин, курфюршество Бранденбург) — принц из дома Гогенцоллернов, сын бранденбургского маркграфа Иоганна Георга. Маркграф Бранденбурга и титулярный герцог Ягерндорфа.

## Биография
Родился 18 января 1617 года в Ягерндорфе. Он был самым младшим и единственным выжившим ребёнком в семье бранденбургского маркграфа и ягерндорфского герцога Иоганна Георга и вюртембергской принцессы Евы Кристины. По отцовской линии принц приходился внуком бранденбургскому курфюрсту Иоахиму III Фридриху и бранденбург-кюстринской принцессе Екатерине. По материнской линии был внуком вюртембергского герцога Фридриха I и ангальтской принцессы Сибиллы.
В конфликте между императором Священной Римской империи Фердинандом II и чешским королём-протестантом Фридрихом I отец принца встал на сторону последнего и поддержал восстание чешских сословий. За это в 1621 году император конфисковал у него герцогство Ягерндорф. По этой причине ранние годы принца прошли в путешествиях по территории французского, итальянских и германских государств. Лишённый своих владений, он полностью зависел от материальной помощи родственников. Во время мирных переговоров с императором Фердинандом II в Праге в 1635 году кузен принца, бранденбургский курфюрст Георг Вильгельм, безуспешно пытался вернуть ему герцогство Ягерндорф.
В 1640 году Эрнст прибыл ко двору в Кёнигсберге и был назначен новым бранденбургским курфюрстом Фридрихом Вильгельмом на должность штатгальтера Курмарка, вместо графа Адама Шварценберга. В конце 1641 года Эрнст обручился с бранденбургской принцессой Луизой Шарлоттой. До этого с 1639 года невеста принца была невестой нойбургского пфальцграфа Филиппа Вильгельма. Но брат принцессы, курфюрст Фридрих Вильгельм, не питая симпатии к нойбургскому пфальцграфу, решил выдать сестру замуж за троюродного дядьку.
Эрнст Бранденбург-Ягерндорфский умер в Берлине 4 октября 1642 года. Скончался принц до свадьбы, через год после начала у него психического заболевания. После его смерти наследственные притязания на герцогство Ягерндорф, расположенного в Силезии, перешли к бранденбургским курфюрстам из дома Гогенцоллернов.